# Plesioneuron tuberculatum
Plesioneuron tuberculatum är en kärrbräkenväxtart som först beskrevs av Vincenzo de Cesati, och fick sitt nu gällande namn av Holtt. Plesioneuron tuberculatum ingår i släktet Plesioneuron och familjen Thelypteridaceae. Inga underarter finns listade.